# Space Vol 1 & 2
Space Vol 1 & 2 — живий альбом англійського гурту Deep Purple, який вийшов у 2004 році.

## Композиції
1. Wring That Neck — 20:36
2. Black Night — 6:00
3. Paint It Black — 11:42
4. Mandrake Root — 33:37

## Склад
- Ієн Гіллан — вокал
- Рітчі Блекмор — гітара
- Джон Лорд — клавішні
- Роджер Гловер — бас-гітара
- Іан Пейс — ударні